# Hr.Ms. Karel Doorman (1991)
De Hr.Ms. Karel Doorman (F 827) is de naamgever van de Karel Doormanklasse. De schepen zijn ook bekend als Multi Purpose of M-fregatten. De Karel Doorman is gebouwd door de scheepswerf Koninklijke Schelde Groep uit Vlissingen. Het schip is vernoemd naar de Nederlandse schout-bij-nacht Karel Doorman die sneuvelde tijdens de Slag in de Javazee.

## Overdracht aan België: Leopold I
Op 22 december 2005 tekenden de Belgische defensieminister André Flahaut en de Nederlandse Staatssecretaris voor Defensie, Cees van der Knaap, de verkoopovereenkomst van de Karel Doorman en van het zusterschip Willem van der Zaan. De Karel Doorman is in 2006 uit dienst gesteld en werd op 29 maart 2007 overgedragen aan de Belgische marine en herdoopt in Leopold I.